# Divadelní svět Brno

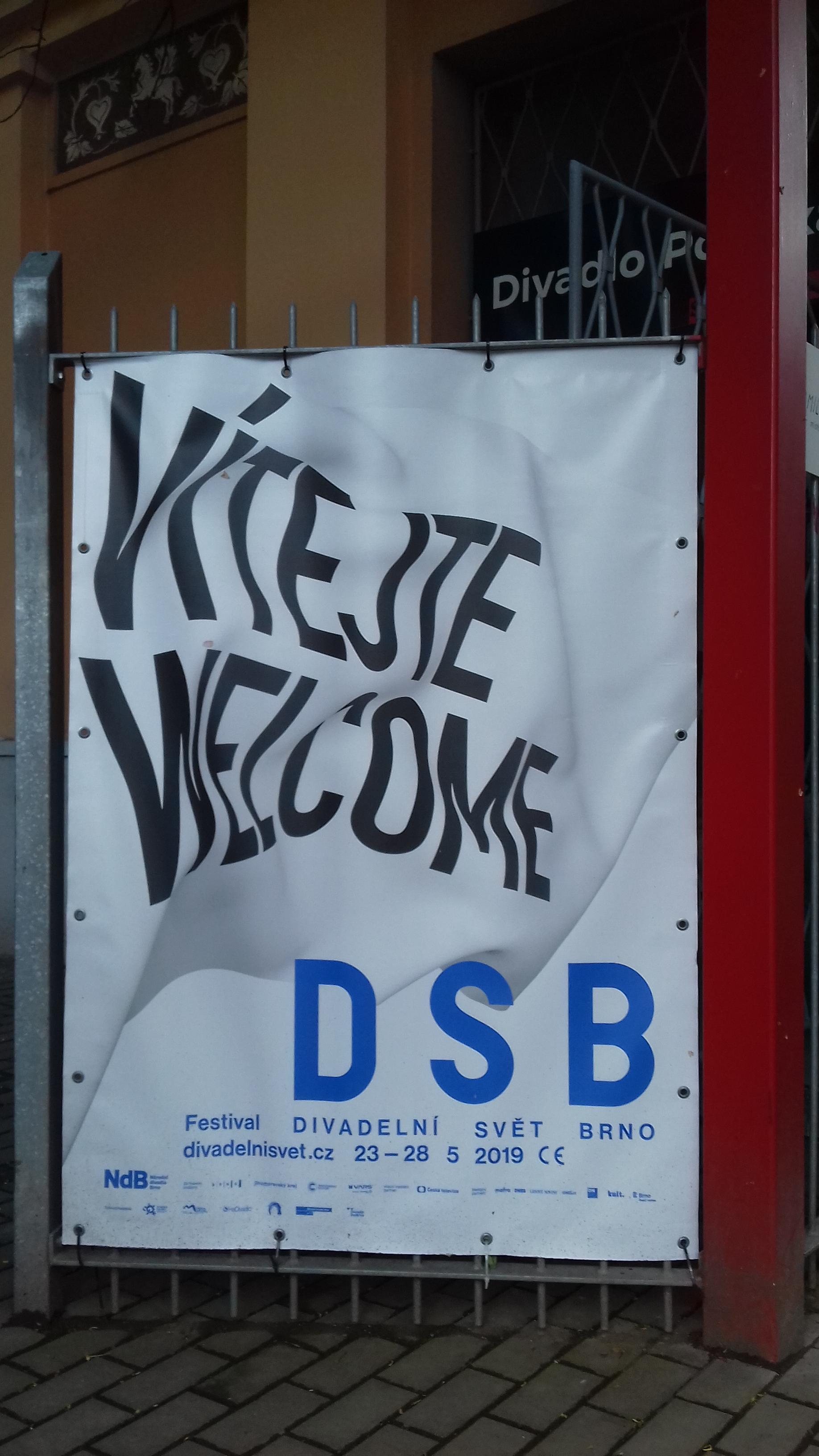
Plakát DSB 2019 u vchodu do Divadla Polárka.

Festival Divadelní svět Brno je brněnská mezinárodní divadelní přehlídka, jejíž dramaturgie je zaměřena na české i zahraniční divadelní produkce různých forem a žánrů. Festival vznikl z iniciativy brněnských divadelních institucí (CED, NdB, Městské divadlo Brno, Divadlo Radost) a Divadelní fakulty Janáčkovy akademie múzických umění, které se zpravidla na spoluorganizaci festivalu až na výjimky podílejí dodnes. Pozici hlavního organizátora v současnosti zaštiťuje Národní divadlo Brno. Ředitelem festivalu je současný ředitel NdB Martin Glaser.

## O festivalu
Od svého založení v roce 2009 festival prošel různými organizačními a dramaturgickými změnami, ale jeho základní idea zůstala nezměněna. Dramaturgická rada složená ze zástupců jednotlivých brněnských divadel cílí program na širokou veřejnost a snaží se nejen brněnskému publiku představit současnou českou i zahraniční divadelní tvorbu v celé její formální i tematické šíři. V prvních pěti letech byly jednotlivé ročníky věnovány výrazným uměleckým osobnostem (Václav Havel, Peter Brook, Miloš Forman, Jiří Suchý a Woody Allen), které částečně určovaly logiku výběru produkcí. Po převzetí organizace Národním divadlem Brno v roce 2015 začal být při výběru kladen důraz především na míru inovativnosti divadelních děl. Vysoká umělecká kvalita vybraných produkcí je však v centru zájmu organizátorů festivalu po celou dobu jeho trvání.
Hlavní program je každý rok doplňován o doprovodné akce různorodého charakteru. Náplň off programu se rok od roku mění. Částečně jej sice určuje tematické zaměření aktuálního ročníku, většinou však spíše dotváří tvář festivalu jako nezávislá dramaturgická linie, která je flexibilní. Od roku 2015 je například výrazná část programu věnována dětskému divákovi. Off program se obvykle skládá z diskuzních pořadů, koncertů, výstav, tvůrčích workshopů, dílen pro děti, představení nezávislých divadel a pouličních či studentských představení.

## Historie festivalu
První tendence k založení brněnského divadelního festivalu mezinárodního formátu vznikly již v polovině 90. let. Ideu znovuoživilo Divadlo Husa na provázku v čele s Vladimírem Morávkem v roce 2006, ale projekt se podařilo po četných diskuzích o podobě a organizaci festivalu prosadit až v roce 2009. V rámci Brněnského kulturního centra (dnešní organizace TIC Brno) tak 1. září 2009 vznikla festivalová kancelář Divadelní svět Brno. První ročník festivalu se uskutečnil v červnu roku 2010 a pod záštitou BKC se konal do roku 2014. V roce 2015 převzalo organizaci festivalu Národní divadlo Brno. (Zpráva o činnosti příspěvkové organizace Národní divadlo Brno za rok 2015)
V rámci brněnského divadelního dění se před založením festivalu pořádaly tři dílčí akce pouličního divadla, sice Noc kejklířů, Týden kejklířů a Slavnost masek, které sloužily nejen jako obohacení veřejného dění, ale i jako propagace divadla. Po založení festivalu v roce 2010 se tehdejší čtvrtý ročník Noci kejklířů (do roku 2013) a druhý ročník Slavnosti masek (do roku 2014) staly součástí Divadelního světa Brno.

## Dramaturgie festivalu a její proměny
Dramaturgie festivalu se zásadně změnila dvakrát v závislosti na tom, kdo byl hlavním organizátorem festivalu. Obě etapy se sice vyznačují určitou centrální myšlenkou, ale jejich dramaturgie je navzdory zamýšlené jednotící ideji značně roztříštěná. Hlavním důvodem nejednoznačnosti ideového směřování festivalu je dělba zodpovědnosti za dramaturgický výběr mezi zástupce jednotlivých brněnských divadelních institucí. V prvních pěti letech způsobil nekoncentrovanost dramaturgie i fakt, že se na pozici uměleckého šéfa festivalu střídali ředitelé jednotlivých brněnských divadel. Festivalu tak chyběla jednotící osobnost, která by akci zaručila kontinuální vývoj.

## 1. etapa festivalu pod záštitou TIC: 2010–2014
V prvních pěti letech se dramaturgie festivalu opírala o vybranou výraznou uměleckou osobnost, která svým charakterem určila částečně i tematické zaměření ročníku. Ve skutečnosti se však téma osobnosti stalo pouze jednou z mnoha různých dramaturgických linií. Roztříštěnost dramaturgie prvních ročníků je opakovaně reflektována hned v několika článcích v Divadelních novinách.
Nekoncentrovanost dramaturgického zaměření vykazoval například třetí ročník festivalu v roce 2012. Jeho dramaturgie byla rozvětvena hned do osmi linií, přičemž jen některé z nich rámcově souvisely s hlavním tématem „Divadlo a film“, vytčenou osobností Milošem Formanem či mottem ročníku „Let’s play“. Program byl tvořen sekcemi Dokumentární divadlo, Máme doma (prezentující brněnskou tvorbu), Film a divadlo, Brno Pride (prezentující slavné osobnosti pocházející z Brna), Noc kejklířů, Slavnost masek a off program sestaveným z představení nezávislých českých divadelních souborů.

### 1. ročník (11.–19. 6. 2010)
Ředitelem festivalu se stal tehdejší dramaturg Divadla Husa na provázku Petr Oslzlý. Ústřední osobností byl Václav Havel a v rámci programu bylo ve formě představení, scénických čtení a filmových projekcí uvedeno všech 24 Havlových her. Jedním z výrazných bodů programu bylo diskuzní setkání "Kabinet Havel – budoucnost Evropy", jehož se účastnili Václav Havel, právnička a soudkyně Eliška Wagnerová, šéfredaktor časopisu Respekt Erik Tabery, architektka Eva Jiřičná a novinářka Petra Procházková.

### 2. ročník (27. 5.–3. 6. 2011)
Ředitelem festivalu zůstal Petr Oslzlý. Jako zaštiťující osobnost byl vybrán britský režisér světového formátu Peter Brook a hlavním bodem programu se stala jeho inscenace Magická flétna.

### 3. ročník (8.–16. 6. 2012)
Ředitelský post převzal někdejší ředitel NdB Daniel Dvořák. Za dramaturgii byli zodpovědní Dora Viceníková a Petr Štědroň. Tématem ročníku se stal fenomén vztahu "Divadlo a film". Zaštiťující osobností byl Miloš Forman.

### 4. ročník (7.–14. 6. 2013)
Daniela Dvořáka vystřídal na pozici ředitele festivalu Stanislav Moša, ředitel Městského divadla Brno. Dramaturgii zaštítili Klára Latzková a Jan Šotkovský. Program byl zaměřen především na hudební divadlo a ročník se nesl v duchu motta "Divadlo-hudba-hudba-divadlo". Osobností festivalu se stal Jiří Suchý, jehož inscenace Hodiny jdou pozpátku Divadla SEMAFOR byla na festivalu uvedena.

### 5. ročník (6.–13. 6. 2014)
Posledním ředitelem první etapy festivalu byl umělecký šéf Divadla Radost Vlastimil Peška, který se také postaral o dramaturgický výběr. Tématem ročníku se stal žánr komedie a zaštiťující postavou režisér Woody Allen. Název ročníku zněl Komedie? Komedie, komedie! Zřejmě z důvodu odlehčeného zaměření ročníku zaznamenala organizace festivalu nejvyšší návštěvnost za celou dobu trvání festivalu.

## 2. etapa festivalu pod záštitou NdB: po roce 2015
V roce 2015 se dramaturgie oprostila od zaštítění jednotlivých ročníků významnou osobností a hlavním kritériem výběru se stala míra progrese uměleckých děl. K názvu festivalu přibyl podnázev ve znění Festival progresivního divadla. Ředitelem festivalu se pro následující ročníky stal ředitel vůdčí instituce festivalu Martin Glaser. Dramaturgickou radu tvoří dramaturgové zúčastněných brněnských divadel a institucí (pro rok 2019 jsou to Divadlo Husa na provázku, HaDivadlo, NdB, Městské divadlo Brno, Divadlo Polárka, DiFa JAMU). Od roku 2022 je šéfdramaturgyní festivalu Barbara Gregorová.

### 6. ročník (17.–21. 10 2015) a 7. ročník (27.–31. 5. 2016)
V rámci sezóny 2015/16 se konaly poměrně v krátkém časovém rozmezí hned dva ročníky festivalu, jeden v říjnu a druhý v květnu následujícího roku. Dramaturgie se záměrně rozvolnila a jediným jednotícím tématem obou ročníků se stalo progresivní divadlo. V rámci off programu se uskutečnila ve spolupráci s Divadelním ústavem a spolkem Kreativní Evropa odborná konference Střed zájmu: divadelní lektor. Dílčím tématem 7. ročníku byla reflexe tématu uprchlictví.

### 8. ročník (12.–17. 5. 2017)
Na podzimní konferenci navázala konference Střed zájmu: společenská odpovědnost divadla.

### 9. ročník (24.–30. 5. 2018)
Devátý ročník byl spojen s kontroverzemi, které vyvolalo uvedení autorské inscenace Naše násilí, vaše násilí Olivera Frljiće v produkci slovinského divadla Mladinsko Gledališče. Tématem inscenace byla ostrá kritika evropocentrismu, ale hlavním důvodem nesouhlasu s uvedením se stal obraz Ježíše, který souloží s muslimskou ženou, a obraz muslimské ženy, která si z vagíny vytahuje českou vlajku. I přesto, že velká část mediální diskuze byla vedena z populistických důvodů, ke kontroverznímu kusu se vyjádřilo i několik morálních a intelektuálních autorit (estetik Petr Osolsobě, kardinál Dominik Duka, kněz a teolog Tomáš Halík), což vyvolalo otázky o hranicích svobody a zodpovědnosti umění.
Tuto událost lze chápat jako výrazný moment ve směřování současného divadla, neboť byla česká divadelní obec nucena vystoupit do mediálního prostoru mezi širokou veřejnost a obhájit svá umělecká stanoviska.
Jednou z organizačních změn tohoto ročníku bylo ukončení spolupráce s Divadlem Radost a zahájení kolaborace s divadlem Polárka, zaštiťující program pro děti.

### 10. ročník (23.–28. 5. 2019)
Desátý ročník byl ve zvolené dramaturgii nejkoncentrovanější, politicky nejangažovanější a nejkonkrétnější za celou dobu trvání festivalu. V centru pozornosti byla tematická linie s názvem Evropský sen, která měla potenciální publikum pohnout k zamyšlení nad hodnotami evropské vize a aktuálním fenoménem uprchlictví.

### 12. ročník (20.–25. 5. 2021)
Tématem 12. ročníku reagujícím na dopady celosvětové pandemie na divadelní provoz v České republice byla Nová perspektiva. On-site program byl doplněn programovým blokem probíhajícím on-line. V roce 2020 se festival z důvodu pandemie covidu-19 nekonal.

### 13. ročník (24.–29. 5. 2022)
Třináctý ročník se obracel k fenoménu diváka a jeho role ve společnosti. Festival se po dvou letech uskutečnil v plné šíři.

### 14. ročník (17.–23. 5. 2023)
Čtrnáctý ročník se záměrně vzdal konkrétního tématu. Festival se nadále profiluje jako přehlídka primárně činoherního a tanečního divadla. Zahraniční program obohatily dvě inscenace polského režiséra Jakuba Skrzywanka.

### 15. ročník (23.–28. 5. 2024)
Patnáctý ročník opět prezentoval širokou nabídku výběrové české i zahraniční produkce a zároveň se zaměřil na reflexi patnácti let existence festivalu.

## Kritická reflexe festivalu
Divadelní svět Brno patří vedle festivalů Divadlo Plzeň, Pražský divadelní festival německého jazyka či Divadelní Flora Olomouc co do počtu produkcí k největším divadelním přehlídkám v České republice. Některé z ročníků festivalu byly reflektovány v internetové verzi čtrnáctideníku Divadelní noviny v rámci denního festivalového online zpravodajství. První zpravodaj vyšel v roce 2013 (Světe, div se), druhý v roce 2015 (Theatrum mundi), třetí v roce 2016 (Divadelní svět bez hranic) a čtvrtý v roce 2017 (Brno žije divadlem). Od dvanáctého ročníku je festival reflektován v časopisu Theatrocén, který vzniká ve spolupráci s Katedrou divadelních studií FF MUNI.